# Kitty Joyner
Kitty O'Brien Joyner (11 de julio de 1916 - 16 de agosto de 1993) fue una ingeniera eléctrica estadounidense en el Comité Asesor Nacional de Aeronáutica (NACA), y luego en la Administración Nacional de Aeronáutica y del Espacio (NASA) tras su reemplazo de NACA en 1958. Fue contratada en 1939 como la primera ingeniera, poco después de graduarse en el programa de ingeniería de la Universidad de Virginia.

## Temprana edad y educación
Joyner nació en Charlottesville, Virginia, y se graduó en el Sweet Briar College en 1937. Dos años más tarde, en 1939, fue la primera mujer en graduarse del programa de ingeniería de la Universidad de Virginia. Mientras estuvo en la UVA, recibió el Premio Algernon Sydney Sullivan por su excelencia de carácter y servicio a la humanidad.

## Carrera
El Laboratorio Aeronáutico NACA Memorial Langley (LMAL, más tarde el Centro de Investigación Langley) contrató a Joyner como ingeniero eléctrico en septiembre de 1939, convirtiéndola en su primera ingeniera. Joyner trabajó para NACA / NASA durante varias décadas, logrando el título de Jefe de Sucursal de la División de Estimación de Costos de Instalaciones, Oficina de Ingeniería y Servicios Técnicos, y gestionando varios túneles de viento, incluidos túneles de viento supersónicos.

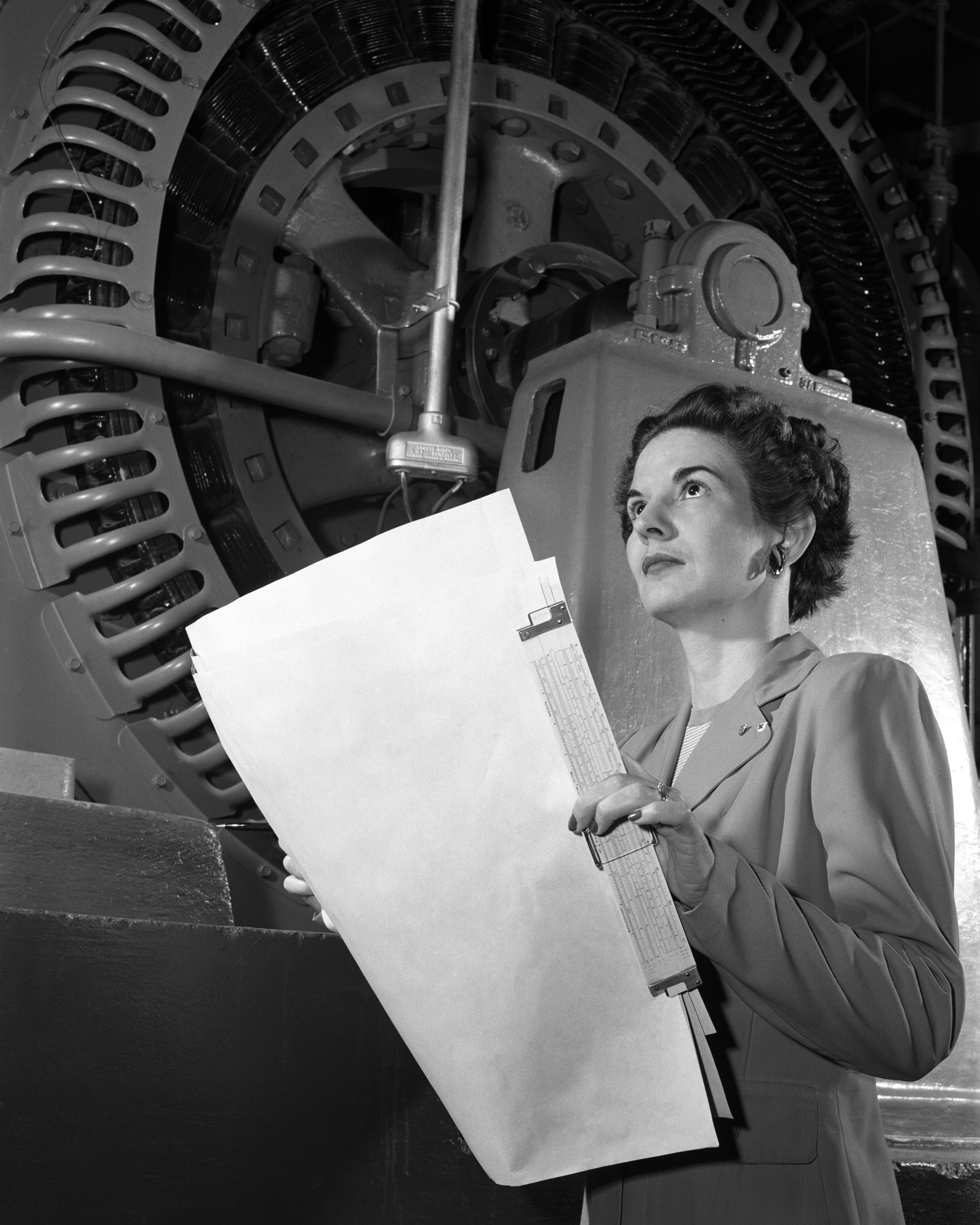
Joyner analizando la operación de uns turbina de túnel de viento, en el Centro de investigación de Langley en 1952

Joyner se retiró de la NASA en mayo de 1971.
Joyner estuvo activa en organizaciones de ingeniería y sociedades. Fue miembro del Instituto de Ingeniería Eléctrica y Electrónica y Miembro Honorario de Vida del Club de Ingenieros de la Península de Virginia.

## Vida personal
El esposo de Kitty, Upshur T. Joyner, también trabajó en NACA / NASA Langley durante 40 años como físico, y se retiró en 1971, el mismo año que Kitty.
Kitty y Upshur vivían en Poquoson Virginia, y tenían dos hijos, un hijo llamado Upshur, que murió de leucemia a la edad de 47 años en 1990, y una hija, Kate.
Kitty murió el 16 de agosto de 1993, a la edad de 77 años. Su esposo murió pocos meses después, en noviembre de 1993, a la edad de 85 años. 
Además de sus actividades profesional de ingeniería y personal, también fue la primera regente y organizadora del Daughters of the American Revolution, que nombró una beca anual después de ella, y ella también recibió un premio Winnie Davis de las Hijas Unidas de la Confederación.